# Nelson Marra
Nelson Marra (Montevideo, 6 de mayo de 1942 - Madrid, 3 de diciembre de 2007) fue un escritor, periodista y crítico literario uruguayo.

## Biografía
Fue docente de literatura y ejerció la crítica literaria en periódicos de su país, como Hechos y Época, así como en revistas especializadas. Al mismo tiempo, publicó libros de poesía como Los patios negros en 1964, y Naturaleza muerta en 1967, y de cuentos, como Vietnam se divierte en 1970.
En febrero de 1974, su cuento El guardaespaldas resultó ganador de un concurso de narrativa organizado por el semanario Marcha. La dictadura militar entonces imperante en el Uruguay, instalada por el presidente Juan María Bordaberry mediante el Golpe de Estado del 27 de junio de 1973, acusó al cuento de implicar una «asistencia a asociaciones subversivas», y aprovechó para dar un golpe de muerte al semanario opositor, (que sería clausurado definitivamente en noviembre de ese año) encarcelando por «vilipendio a las Fuerzas Armadas» a Marra, junto al director de Marcha, Carlos Quijano, su redactor responsable, Hugo Alfaro, y a dos de los tres miembros del jurado, los escritores Juan Carlos Onetti y Mercedes Rein. El tercer jurado, el escritor Jorge Ruffinelli, debió solicitar asilo político en México, donde se encontraba. No obstante, el cuento continuó circulando por el país en ediciones clandestinas.
Marra pasó cinco años en la cárcel, siendo liberado recién en 1978. Tras su liberación, se exilió en Suecia, y luego en España, donde residió hasta su muerte. Fue jurado del Premio Casa de las Américas en 1980. Al año siguiente publicó El guardaespaldas y otros cuentos, recopilación de cuentos encabezada por el ganador del premio de Marcha siete años antes.
En Suecia colaboró en la prensa, radio y televisión como traductor, docente y crítico de literatura y teatro latinoamericano. En España fue editor y crítico cultural de la revista Interviú y se desempeñó como crítico literario en el periódico El Mundo. Asimismo, publicó libros como Tango en 1986, Sólo para mujeres en 1992, Cenicienta antes del parto en 1993 y De cabreos y nostalgias en 1995, todos en el género narrativo.
En sus últimos años se mantuvo retirado, ya que estaba aquejado por el mal de Alzheimer.

## Obras

### Poesía
- Los patios negros (1964)
- Naturaleza muerta (1967)

### Cuentos
- Vietnam se divierte (1970)
- El guardaespaldas y otros cuentos (1981)
- Tango (1986)
- Sólo para mujeres (1992)
- Cenicienta antes del parto (1993)
- De cabreos y nostalgias (1995)